# John Alexander Simpson
Pour les articles homonymes, voir John Simpson et Simpson.
John Alexander Simpson (né le 3 novembre 1916 – mort le 31 août 2000) est un physicien américain spécialisé en physique nucléaire ainsi qu'un communicateur scientifique,. Il a fait carrière au département de physique de l'université de Chicago. Il est surtout connu pour ses contributions en instrumentation, dont notamment le développement du neutron monitor (en),.

## Biographie
Né à Portland, dans l'Oregon, John Alexander Simpson obtient un A.B. du Reed College en 1940. Lors de ses études, il développe un intérêt pour l'histoire des sciences et des technologies, particulièrement pour les recherches récentes en astronomie et physique,,. Il obtient un M.S. de l'université de New York en 1943, puis un Ph.D. l'année suivante,.